# (100176) 1994 AD5
(100176) 1994 AD5 es un asteroide perteneciente al cinturón de asteroides, descubierto el 5 de enero de 1994 por el equipo del Spacewatch desde el Observatorio Nacional de Kitt Peak, Arizona, Estados Unidos.